# Holmträsket (Åsele socken, Lappland)
Holmträsket är en sjö i Åsele kommun i Lappland och ingår i Ångermanälvens huvudavrinningsområde. Sjön har en area på 1,68 kvadratkilometer och ligger 353,3 meter över havet. Sjön avvattnas av vattendraget Stavselån.

## Delavrinningsområde
Holmträsket ingår i det delavrinningsområde (708939-158377) som SMHI kallar för Utloppet av Holmträsket. Medelhöjden är 387 meter över havet och ytan är 8,36 kvadratkilometer. Räknas de 7 avrinningsområdena uppströms in blir den ackumulerade arean 77,42 kvadratkilometer. Stavselån som avvattnar avrinningsområdet har biflödesordning 2, vilket innebär att vattnet flödar genom totalt 2 vattendrag innan det når havet efter 176 kilometer. Avrinningsområdet består mestadels av skog (61 procent). Avrinningsområdet har 1,65 kvadratkilometer vattenytor vilket ger det en sjöprocent på 19,8 procent.